# Szentkirály
Szentkirály é um município da Hungria, situado no condado de Bács-Kiskun. Tem 101,89 km² de área e sua população em 2015 foi estimada em 1.857 habitantes.